# Geoffrey Holder
Geoffrey Lamont Holder (Puerto España, Trinidad y Tobago, Indias Occidentales Británicas, 1 de agosto de 1930 − Nueva York, 5 de octubre de 2014) fue un actor, director, pintor, bailarín y coreógrafo trinitense.

## Biografía
Nació en Puerto España, capital de Trinidad y Tobago, en ese entonces bajo dominio colonial británico. Su padre Arthur Holder era un representante de ventas y su madre Louise De Frense Holder era ama de casa. Geoffrey era uno de cuatro hermanos y su hermano mayor, Boscoe Holder, le enseñó a pintar y bailar. Desde los siete años bailaba en la compañía de su hermano 'Holder Dance Company'. Era conocido por su altura de 1,98 m (6 pies 6 pulgadas). Asistió a la escuela Tranquillity y después fue a la escuela secundaria Queens Royal College también en Puerto España. Holder era actor, coreógrafo, bailarín, director, pintor, diseñador de vestuario y también cantante.
En 1952 la coreógrafa Agnes De Mille observó a Geoffrey bailando en Santo Tomás, Islas Vírgenes de los Estados Unidos, y ella lo invitó a Nueva York para enseñar en la escuela de baile 'Katherine Dunham' durante dos años.
En 1955 se casó con una bailarina, Carmen De Lavallade, a la que conoció cuando ambos actuaban en la obra de teatro "House of Flowers", un musical de Harold Arlen. Vivían en Nueva York y tuvieron un hijo llamado Leo Anthony Lamont Holder en 1962. Este comenzaría su carrera como actor en la película británica "All Night Long".
Tiempo después, en 1973, aparecería en la saga cinematográfica de James Bond, en la película "Live and Let Die (película) ", interpretando al dios vudú de la muerte, Barón Samedi, siendo éste uno de sus más destacados y reconocidos papeles.
En 1975 Holder ganó dos premios Tony a la mejor dirección y al mejor diseño de vestuario. Fue el primer hombre negro no afroamericano (era de origen afrocaribeño) en ser nominado en esta categoría. En 1982 fue la voz de Ray en "Bear In The Big Blue House". 
A sus 84 años continuaba viviendo en Nueva York con su esposa durante 59 años, cuando el domingo 5 de octubre de 2014 falleció en el Hospital Mount Sinai St. Luke de Nueva York a causa de complicaciones por una neumonía.